# Grenada (Mississipi)
Grenada és una població dels Estats Units a l'estat de Mississipi. Segons el cens del 2000 tenia 14.879 habitants.

## Fills il·lustres
- Frank Wright (Jazz) (1935-1990) músic de jazz

## Demografia
Segons el cens del 2000, Grenada tenia 14.879 habitants, 5.701 habitatges, i 3.870 famílies. La densitat de població era de 191,8 habitants per km².
Dels 5.701 habitatges en un 33,4% hi vivien nens de menys de 18 anys, en un 41,9% hi vivien parelles casades, en un 22,2% dones solteres, i en un 32,1% no eren unitats familiars. En el 28,3% dels habitatges hi vivien persones soles el 12,1% de les quals corresponia a persones de 65 anys o més que vivien soles. El nombre mitjà de persones vivint en cada habitatge era de 2,52 i el nombre mitjà de persones que vivien en cada família era de 3,1.
Per edats la població es repartia de la següent manera: un 27,5% tenia menys de 18 anys, un 9,4% entre 18 i 24, un 26,7% entre 25 i 44, un 20,5% de 45 a 60 i un 15,9% 65 anys o més.
L'edat mediana era de 35 anys. Per cada 100 dones de 18 o més anys hi havia 76,5 homes.
La renda mediana per habitatge era de 25.589 $ i la renda mediana per família de 31.316 $. Els homes tenien una renda mediana de 27.946 $ mentre que les dones 21.913 $. La renda per capita de la població era de 13.734 $. Entorn del 20,3% de les famílies i el 23,6% de la població estaven per davall del llindar de pobresa.

## Poblacions més properes
El següent diagrama mostra les poblacions més properes.